# Cisterna magna

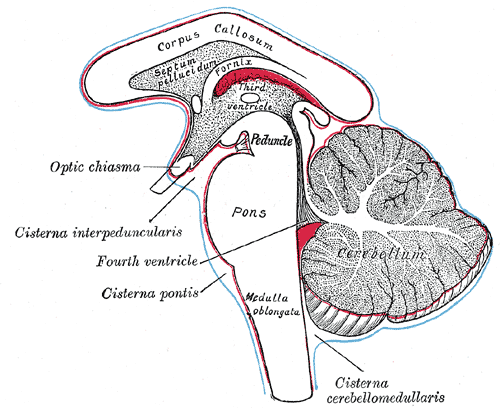
Bild över hjärnans tre huvudsakliga cisterna, Cisterna Magna syns nere till höger (Cisterna Cerebellomedullaruis).

Cisterna magna är det hålrum i subaraknoidalrummet mellan hjärnans spindelvävshinnan samt mjuka hjärnhinnan. Cisterna magna är beläget inferiort om cerebellum, och tar emot vätska genom apertura mediana ventriculi quarti.